# Anna Giordano Bruno
Pour les articles homonymes, voir Bruno et Giordano.
Anna Giordano Bruno (née le 13 décembre 1980 à San Vito al Tagliamento) est une athlète italienne, spécialiste du saut à la perche.

## Biographie
Mesurant 1,71 m pour 63 kg et non professionnelle, Anna Giordano Bruno détient le record d'Italie avec 4,46 m (à Lignano Sabbiadoro, en 2009 — et 4,40 m en salle). Elle a remporté la médaille de bronze aux Jeux méditerranéens 2009 et a été finaliste aux Championnats d'Europe d'athlétisme en salle 2009. En juillet 2009, elle porte ce record dans le même concours à 4,51 m puis à 4,55 m. À Milan le 2 août, elle devient championne d'Italie 2009, en battant une nouvelle fois son record, avec 4,60 m au premier essai.

## Palmarès
| Date | Compétition         | Lieu    | Résultat | Marque |
| ---- | ------------------- | ------- | -------- | ------ |
| 2009 | Jeux méditerranéens | Pescara | 3e       | 4,30 m |